# Armira-Gletscher
Der Armira-Gletscher (bulgarisch ледник Армира lednik Armira) ist ein 3 km langer Gletscher auf Smith Island im Archipel der Südlichen Shetlandinseln. Er fließt von den Südosthängen der Imeon Range südöstlich des Slaveykov Peak und östlich des Neofit Peak in südöstlicher Richtung zur Yarebitsa Cove, die er südwestlich des Ivan Asen Point erreicht.
Bulgarische Wissenschaftler kartierten ihn 2008. Die bulgarische Kommission für Antarktische Geographische Namen benannte ihn im selben Jahr nach dem Fluss Armira im Südosten Bulgariens.